# Dendrophthora linearifolia
Dendrophthora linearifolia är en sandelträdsväxtart som beskrevs av Patschovsky. Dendrophthora linearifolia ingår i släktet Dendrophthora och familjen sandelträdsväxter. Inga underarter finns listade i Catalogue of Life.